# Cultuurmijl
De Cultuurmijl is de verbindende route tussen Roombeek en de binnenstad van Enschede. Aan de Cultuurmijl zijn de diverse culturele instellingen gevestigd en kunstwerken gelegen. De route loopt van de Stroinksbleek over de Museumlaan, de H.B. Blijdensteinlaan, de Wenninkgaarde en dan via de Bolwerkstraat naar de Oude Markt.

## Instellingen
Culturele instellingen die aan de Cultuurmijl gevestigd zijn (van noord naar zuid):
- TETEM kunstruimte (in het voormalige Tetem1 gebouw)
- AKI Academie voor Art & Design (in het voormalige Tetem2 gebouw)
- De Museumfabriek (voorheen TwentseWelle)
- Rijksmuseum Twenthe
- Nationaal Muziekkwartier
- Wilminktheater en Muziekcentrum Enschede

## Kunstwerken
Naast culturele instellingen is een aantal geluid- en lichtkunstwerken te vinden aan de Cultuurmijl. Sinds 2009 zijn drie kunstwerken onthuld:
- ‘Acoustical Journey’ van de Amerikaanse geluidskunstenaar Bill Fontana[1]. Hij voegde op vijf locaties aan de Cultuurmijl verschillende composities van geluiden uit Enschede toe aan de openbare ruimte.
- ‘White Lily’ van Andreas Oldörp. Een geluidssculptuur voor het Boerenkerkhof met ondergrondse orgelpijpen[2].
- Lichtkunstwerk ‘N 52 14.053, E 6 53.796 - N 52 13.247, E 6 53.738’ van Peter Vink. In de avonduren is op 30 meter hoogte is een strakke groene lijn zichtbaar tussen de schoorsteenpijp van Tetem en de Grote Kerk op de Oude Markt. De titel van het kunstwerk verwijst naar de coördinaten van het begin- en eindpunt van de Cultuurmijl.

## Evenementen
De Cultuurmijl is regelmatig podium voor evenementen. Zo zijn er de laatste jaren onder andere het straattheaterfestival Buitenkans, GOGBOT en Festival Grenswerk gehouden.